# Pour une politique de civilisation
 (novembre 2024).
Les informations dans cet article sont mal organisées, redondantes, ou il existe des sections bien trop longues. Structurez-le ou soumettez des propositions en page de discussion.
Avec le temps, il arrive que le contenu présent dans un article devienne désordonné. Il est souvent nécessaire de réorganiser l'article de fond en comble.
- Il faut tout d’abord répartir le contenu de l'article en plusieurs sections. Les informations doivent ensuite être exposées clairement et le plus synthétiquement possible, regroupées par sujet afin d'éviter les doublons. Quelqu'un cherchant une information précise doit pouvoir la trouver rapidement en lisant la section appropriée.
- À l'intérieur de chaque section, le texte, souvent initialement sous la forme de phrases éparses, doit être regroupé dans des paragraphes de quelques lignes, en assurant un enchaînement logique et une cohérence entre les phrases.
- Lorsque l'article ou l'une de ses sections développe trop longuement un point qui n'est pas dans le cœur du sujet traité, il convient de faire une synthèse et de transférer l'ancien contenu dans des articles plus appropriés (en cas de transfert, il faut impérativement respecter la procédure Aide:Scission).

Si vous pensez que ces points ont été résolus, vous pouvez retirer ce bandeau et améliorer le plan d'un autre article.
Pour une politique de civilisation est un essai issu d'un ouvrage éponyme d'entretiens entre Sami Naïr avec Edgar Morin, publié en 1997.  
Edgar Morin a extrait le texte écrit de sa main qui traite des déficiences et des carences de notre civilisation, qui ne sont pas qu'économiques et monétaires, et invite à mettre en place une politique de civilisation basée sur la régénération de la vie sociale, de la vie politique incluant l'écologie et de la vie individuelle. 
Il s'agit d'« une voie et non d'un programme politique, ni d'un projet de société ». 
Il appelle à refuser la régression, à résister à la mort pour œuvrer vers la métamorphose de notre civilisation.

## Les maux de notre civilisation
L’auteur part du principe que « les développements de notre civilisation en menacent les fondements ». Il constate que l’être humain pense que les externalités négatives produites par notre civilisation pourront progressivement se faire inclure dans la civilisation  par autorégulation.
Il critique une civilisation basée sur la quantité et non la qualité et « les chantres du progrès, pour qui la science, la technique, l'industrie, [le capitalisme et sa mondialisation de l'économie, l'exode rural et l'urbanisation] portaient dans leurs développements même la promesse de l'épanouissement humain ». Selon lui « au sein de la civilisation occidentale, l’élévation du niveau de la vie est gangrénée par l’abaissement de la qualité de vie ».
Au-delà des apports positifs, Edgar Morin analyse les conséquences négatives du progrès en général :
- La technique : « Ainsi la technique permet aux hommes d’asservir les énergies naturelles. Mais c'est aussi ce qui permet d’asservir les hommes à la logique déterministe, mécaniste, spécialisée, chronométrée de la machine artificielle »[9].
- la bureaucratisation dans les administrations comme dans les entreprises[10],
- le développement industriel : dégradation écologique et des qualités de vie,
- le développement capitaliste : recul des solidarités, des biens communs non monétaires, et de la convivialité,
- les développements économiques et étatiques : recul des protections sociales. « L’état assistantiel est de plus en plus indispensable et contribue à la dégradation de solidarités concrètes, sans pour autant répondre aux problèmes de plus en plus criants de la solidarité sociale »[11]
- l'exode rural et le développement urbain : Il déplore une crise du lien social explicable par le développement d’un capitalisme global qui marchandise tout ce qu’il peut. Cette crise du lien social s’explique aussi par le renforcement du rôle de l’État. Notamment, la grande famille s'est désintégrée au profit du couple-nucléus à un/deux enfants, accroissement des solitudes et de la pauvreté,
- l'individualisation exacerbée : Il cite « la métastase de l'ego, [les déliaisons], entre la famille et l'école, entre parents et enfants, entre les savoirs, la perte de dialogue avec soi-même »[12].

Il constate qu'« il y a crise dans la relation fondamentale entre l'individu et sa société, l'individu et sa famille, l'individu et lui-même ». 
Le mal-être du bien-être se concrétise dans l'accroissement des maladies somatiques, psychiques et sociales-civilisationnelles. Les maux de notre société se traduisent de manière concrète par l’augmentation de la consommation d’antidépresseurs et autres psychotropes ou bien encore par la crise des banlieues.
Les promesses révolutionnaires se sont effondrées (recul du communisme, des mouvements maoïstes, trotskistes, anarchistes, autres.).
La conjonction de l'égocentrisme, de la spécialisation, de la compartimentation professionnelle déterminent l'affaiblissement de la solidarité, du sens de la responsabilité et la dégradation du sens moral..
Le progrès des connaissances s'accompagne d'une régression de la connaissance et de sous-développements intellectuel, affectif et moral.
L'épanouissement démocratique en Europe occidentale s'accompagne de régressions démocratiques.
En conclusion de l'analyse , Edgar Morin signale que pour lui « ce qui est en cause est beaucoup plus que notre idée de modernité (postmodernité, transhumanisme, etc.), c'est à la fois notre idée de civilisation et notre idée de développement ».
De même il considère le progrès technique comme pouvant être libérateur « à condition d’accompagner la mutation technique par une mutation sociale. »

## Des résistances collaboratrices
« Une nouvelle résistance civile est née depuis la convergence de trois prises de conscience : la dégradation écologique, la crise de l’emploi et le dépérissement des campagnes ».
La société civile crée des contre-tendances allant dans le sens contraire des maux de notre civilisation. Ainsi, une économie écologique s’est mise en place avec notamment le développement de l'économie sociale et solidaire, du commerce équitable, de l'agriculture raisonnée, de monnaie complémentaire etc. présentées chacune comme des alternatives à la mondialisation libérale et productiviste.
« Ce sont ces contre-tendances et ces résistances qu’il s’agirait de réunir en faisceau, de stimuler et d’intégrer dans une politique de civilisation ».
Face à « une situation à la fois pré-crisique et poly-crisique », ces initiatives dispersées et locales doivent être « non pas systématisées mais systémisées ».
« Il faut les relier pour qu’elles constituent un tout, où solidarité, convivialité, écologie, qualité de la vie, cessant d’être perçues séparément, seraient conçues ensemble ».

## Politique de civilisation
« Ce projet de politique de civilisation, qui était le projet initial du socialisme, s’est donc trouvé soit trahi et inversé, soit effiloché. La politique de civilisation reprend l’aspiration à plus de communauté, de fraternité et de liberté, qui fut à la source du socialisme au siècle dernier, tout en y reconnaissant, cette fois, la difficulté anthropologique et sociologique ».
Selon Edgar Morin cette politique de civilisation est inséparable de la science. Il n'y a pas chez Morin de méfiance à l'égard du projet scientifique, mais bien plutôt à l'égard : 
- du scientisme dont son œuvre regorge de critiques[22]
- de l'usage technique de la science.

Une politique de civilisation repose sur les impératifs suivants :
- solidariser (contre l'atomisation et la compartimentation) : « La solidarité anonyme de l’État providence est [nécessaire mais] insuffisante »[24].
- ressourcer (contre anonymisation), ré-enraciner : « l’homogénéisation, la standardisation, anonymisation tendent à détruire les diversités culturelles et à faire perdre les racines »[25].
- convivialiser (contre la dégradation de la qualité de vie) : « la qualité de la vie se traduit par du bien être dans le sens existentiel et non seulement dans le sens matériel »[26]. « La politique de civilisation nécessite la pleine conscience des besoins poétiques de l'être humain ». « [Inciter] à la réduction continue du travail au profit d'activités civiques, culturelles, et de la vie personnelle, privée et familiale avec une diminution de l'activisme »[27].
- Moraliser (contre l'irresponsabilité et l'égocentrisme).

Edgar Morin installe ses impératifs de ressourcements républicains et laïques dans le contexte français (sans repli identitaire ni communautaire ni nationaliste), et dans les contextes européen, et planétaire.

## La politique de régénération
Edgar Morin décline ensuite les impératifs pour une politique de civilisation, territorialement et économiquement, jusques et y compris notamment en : 
- proposant une nouvelle politique agricole,
- fondant une volonté de régénérer le tissu humain, social et culturel pour la qualité de vie dans notre société, pour l'emploi et l'activité,
- créant un système comptable qui chiffre les conséquences écologiques et sanitaires de nos maux de civilisation,
- considérant que l'altruisme de solidarité et le sentiment de responsabilité sont au cœur de la conduite morale[30].

Edgar Morin ne parle pas de la régénération de l’homme en tant qu’individu mais de la régénération de l’espèce humaine. Argument qu'il faut rapprocher de sa proposition éditée dans la Méthode de placer l'être humain au centre d'une trilogie constitutive individu-espèce-société.
Il termine son ouvrage en montrant qu'une politique de civilisation n’est pas une aberration. Il explique de plus que le rôle de l’État doit être repensé, non plus comme celui qui joue le rôle directif, mais comme celui qui donne les moyens et les cadres.

## Accueil et critiques
Nicolas Sarkozy a repris l'idée à l'occasion des vœux de 2008 : « [.] une deuxième étape s'ouvre : celle d'une politique qui touche davantage encore à l'essentiel, à notre façon d'être dans la société et dans le monde, à notre culture, à notre identité, à nos valeurs, à notre rapport aux autres, c'est-à-dire au fond à tout ce qui fait une civilisation. Depuis trop longtemps la politique se réduit à la gestion, restant à l'écart des causes réelles de nos maux qui sont souvent plus profondes. [.] La politique de civilisation doit agir dans la longue durée ».
Edgar Morin a réagi à plusieurs reprises.